# Interpol (grup de música)
|  | Aquest article tracta sobre el grup de música. Si cerqueu l'organització intergovernamental de coordinació policial, vegeu «Interpol». |

Interpol és un grup de rock americà de Nova York. Fou fundat el 1997 i estava compost per Paul Banks (veu i guitarra), Daniel Kessler (guitarra), Carlos Dengler (baix) i Greg Drudy (bateria). Drudy va deixar el grup l'any 2000, abans que no hagués publicat cap àlbum, i va esser substituït per Sam Fogarino. Després d'enregistrar el seu quart àlbum, Carlos Dengler abandonà el grup i no va ser substituït per cap membre estable. Des de llavors primer David Pajo i després Brad Truax han tocat el baix, i Brandon Curtis els teclats en les gires.
El grup, liderat per Paul Banks, forma part de l'escena de música independent de Nova York i és un dels grups que van protagonitzar la revitalització del Post-punk al tombant de segle. L'estil i el so del grup ha estat relacionat amb el de la banda britànica Joy Division, generalment una barreja de baix staccato, guitarra rítmica harmonitzada, i una bateria forta.

## Discografia
- Turn on the Bright Lights, Matador, 2002
- Antics, Matador, 2004
- Our Love to Admire, EMI/Capitol, 2007
- Interpol, Matador, 2010
- El Pintor, Matador, 2014
- Marauder, Matador, 2018
- The Other Side of Make-Believe, Matador, 2022